# 진청시
진청(진성, 중국어: 晋城, 병음: Jìnchéng)은 중국 산시성의 남동부에 위치한 지급시이다. 진청은 광물 자원이 풍부하고 무연탄으로 유명하다.

## 지리
타이항산맥의 서쪽에 위치하고 창즈시, 린펀시, 윈청시, 허난성과 접한다.

## 기후
| 진청시의 기후                                                 | 진청시의 기후 | 진청시의 기후 | 진청시의 기후 | 진청시의 기후 | 진청시의 기후 | 진청시의 기후 | 진청시의 기후 | 진청시의 기후 | 진청시의 기후 | 진청시의 기후 | 진청시의 기후 | 진청시의 기후 | 진청시의 기후 |
| 월                                                            | 1월           | 2월           | 3월           | 4월           | 5월           | 6월           | 7월           | 8월           | 9월           | 10월          | 11월          | 12월          | 연간          |
| ------------------------------------------------------------- | ------------- | ------------- | ------------- | ------------- | ------------- | ------------- | ------------- | ------------- | ------------- | ------------- | ------------- | ------------- | ------------- |
| 역대 최고 기온 °C (°F)                                        | 19.1 (66.4)   | 24.2 (75.6)   | 28.2 (82.8)   | 36.9 (98.4)   | 36.5 (97.7)   | 38.6 (101.5)  | 38.6 (101.5)  | 35.8 (96.4)   | 36.6 (97.9)   | 32.6 (90.7)   | 26.6 (79.9)   | 18.7 (65.7)   | 38.6 (101.5)  |
| 일평균 최고 기온 °C (°F)                                      | 4.0 (39.2)    | 7.4 (45.3)    | 13.3 (55.9)   | 20.2 (68.4)   | 25.1 (77.2)   | 28.8 (83.8)   | 29.5 (85.1)   | 28.1 (82.6)   | 24.0 (75.2)   | 18.6 (65.5)   | 11.8 (53.2)   | 5.7 (42.3)    | 18.0 (64.5)   |
| 일일 평균 기온 °C (°F)                                        | −1.9 (28.6)   | 1.3 (34.3)    | 6.9 (44.4)    | 13.5 (56.3)   | 18.9 (66.0)   | 23.0 (73.4)   | 24.5 (76.1)   | 23.1 (73.6)   | 18.6 (65.5)   | 12.7 (54.9)   | 5.9 (42.6)    | 0.0 (32.0)    | 12.2 (54.0)   |
| 일평균 최저 기온 °C (°F)                                      | −6.4 (20.5)   | −3.3 (26.1)   | 1.7 (35.1)    | 7.8 (46.0)    | 13.2 (55.8)   | 17.7 (63.9)   | 20.5 (68.9)   | 19.4 (66.9)   | 14.4 (57.9)   | 8.0 (46.4)    | 1.3 (34.3)    | −4.4 (24.1)   | 7.5 (45.5)    |
| 역대 최저 기온 °C (°F)                                        | −17.4 (0.7)   | −17.4 (0.7)   | −10.1 (13.8)  | −3.6 (25.5)   | 2.9 (37.2)    | 10.1 (50.2)   | 13.5 (56.3)   | 11.0 (51.8)   | 4.4 (39.9)    | −3.6 (25.5)   | −12.6 (9.3)   | −16.6 (2.1)   | −17.4 (0.7)   |
| 평균 강수량 mm (인치)                                         | 9.0 (0.35)    | 12.4 (0.49)   | 16.5 (0.65)   | 36.7 (1.44)   | 49.0 (1.93)   | 67.9 (2.67)   | 136.6 (5.38)  | 120.7 (4.75)  | 71.4 (2.81)   | 36.4 (1.43)   | 20.6 (0.81)   | 5.6 (0.22)    | 582.8 (22.93) |
| 평균 강수일수 (≥ 0.1 mm)                                      | 4.0           | 4.5           | 5.3           | 6.3           | 7.6           | 8.9           | 12.4          | 11.6          | 10.0          | 7.0           | 5.0           | 3.4           | 86            |
| 평균 강설일수                                                 | 5.0           | 4.9           | 2.7           | 0.4           | 0             | 0             | 0             | 0             | 0             | 0.1           | 2.0           | 4.0           | 19.1          |
| 평균 상대 습도 (%)                                            | 52            | 55            | 52            | 54            | 55            | 60            | 74            | 76            | 71            | 64            | 58            | 51            | 60            |
| 평균 월간 일조시간                                            | 169.4         | 168.2         | 201.2         | 228.9         | 246.6         | 226.6         | 201.5         | 194.8         | 166.8         | 176.2         | 169.8         | 175.9         | 2,325.9       |
| 가능 일조율                                                   | 54            | 54            | 54            | 58            | 57            | 52            | 46            | 47            | 45            | 51            | 56            | 58            | 53            |
| 출처: 중국기상국 (평년값: 1991년~2020년, 극값: 1981년~2010년) |               |               |               |               |               |               |               |               |               |               |               |               |               |

## 역사
진청의 옛 이름인 택주(沢州)는 화하 문화의 발상지의 하나이다. 전승에는 여와씨, 신농씨, 요, 순, 우 등이 진청에서 활약하고 있었다.
진한대에는 고도현(高都縣)의 관할이었고 북위에 의해 건주 고도군이 설치되었다. 583년, 수나라에 의해 택주가 설치되었지만, 598년 현제를 시행하면서 단천현(丹川縣)이 설치되었다. 당대가 되어 627년에 처음으로 진성현이 설치되었고 택주의 관청이 놓여졌다. 그 후 명대에는 신성현(藎城縣), 청대에는 봉대현(鳳台縣)으로 개칭되었다가 중화민국이 성립하면서 진성현으로 개칭되었다.
중화인민공화국이 성립하면서 처음에는 창즈 전구의 관할이 되었다. 1958년에 진둥난 지구로 이관되어 가오핑 현, 링촨 현과 일시적으로 통합되었지만, 1961년에 재분할되었고 1983년 7월, 진청 현은 현급시인 진청 시로 승격되었다.
1985년 5월, 진둥난 지구를 폐지하고 진청 시 및 창즈시를 신설했고 옛 진청 시(성구와 교구로 분할, 교구는 현재의 쩌저우현) 및 가오핑, 양청, 친수이, 링촨의 4현을 관할하는 지급시로 개편되었다.

## 행정 구역

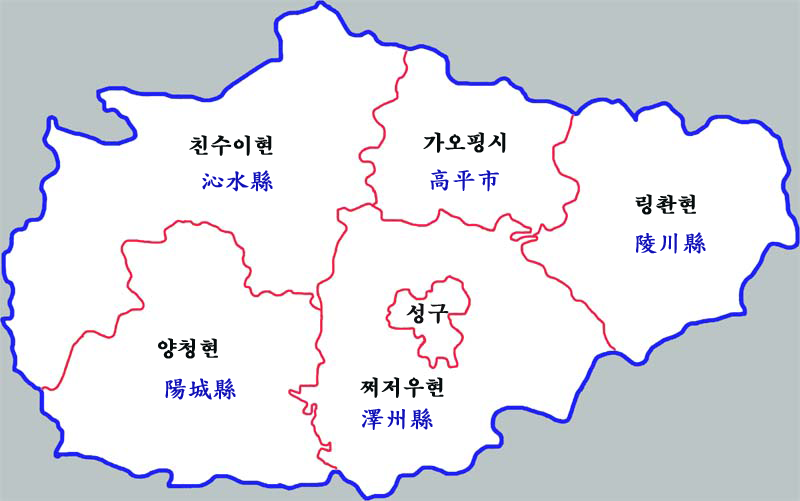
진청 시 현급 행정구역도

시할구
- 청구 (城区)

현급시
- 가오핑시 (高平市)

현
- 쩌저우현 (泽州县)
- 링촨현 (陵川县)
- 양청현 (阳城县)
- 친수이현 (沁水县)